# 庫米爾庫查湖 (馬爾卡帕塔區)
13°39′16″S 70°44′29″W / 13.65444°S 70.74139°W
庫米爾庫查湖是秘魯的湖泊，位於該國東南部庫斯科大區，由基斯皮坎奇省的馬爾卡帕塔區負責管轄，長0.54公里、寬0.36公里，海拔高度4,550米。